# Aphnaeus zoilus
Aphnaeus zoilus är en fjärilsart som beskrevs av Moore 1877. Aphnaeus zoilus ingår i släktet Aphnaeus och familjen juvelvingar. Inga underarter finns listade i Catalogue of Life.